# حدائق حلوان
أنشأت حدائق حلوان في أربعينات القرن العشرين، في العهد الملكي وهي ملك لشخص كان يعمل في البلاط الملكي مسؤولا عن علبة الدخان الخاصة بالملك فاروق الأول وكان يطلق عليها (توتونجي)، أراد الملك أن يمنحه قطعة أرض فأهداه حدائق حلوان فعهد بالأرض لشركة سويسرية أو فرنسية لتقسيمها وبالفعل تم تقسيمها إلى مربعات كبيرة تطل على أربعة شوارع، وكل مربع مقسم لأربع قطع للبناء. وكل قطعة كان يبنى فيها بناء لا يزيد على ثلاثة أدوار ويلحق به حديقة. سميت الضاحية في البداية بالمعصرة الجديدة ثم تغير اسمها إلى حدائق حلوان.

## معالمها
تم إطلاق اسم ( توتونجي) على أحد الشوارع الرئيسية بها. وكان بها فيلا لفريد الأطرش وفيلا للشيخ الذهبي في شارع سيجوارت والذي تغير اسمه إلى شارع النادي ثم شارع الشيخ الذهبي، وكانت حدائق حلوان مجموعة من الفيلات لكن العديد منها هدم لبناء أبراج مكانها. تميزت حدائق حلوان برائحة زهرة ذقن الباشا التي كانت تنبعث من أشجار عملاقة تملأ شوارع الحدائق، من أوائل دور العبادة فيها هي كنيسة مار جرجس والتي تقع في شارع توتونجى ومسجد الميدان في شارع الميدان ومسجد جمعة عظيم أمام محطة مترو الأنفاق.
أنشئت حول الحدائق مناطق مجاورة منها تقسيم النصر للسيارات وتقسيم فريد زكى وتقسيم المعلمين.
ومدينة الهدى التي تعتبر امتدادا لعزبة كامل صدقي وهي من المناطق التي لا تخضع لنفس التنظيم في البناء الموجود بحدائق حلوان.
أحدث المناطق هي مدينة الضباط والنقابات شرق محطة مترو الأنفاق. 
يوجد أيضا في الحدائق نادي حدائق حلوان به ملعب كرة قدم وصالات للكاراتيه والكونغ فو والجيمانزيوم والعلاج الطبيعي، وفيها أيضاً نادي شركة سيجوارت التابع لشركة سيجوارت وملعب كرة قدم واحد وصالة للجيم والكونغ فو وبه بوابة دخول للمصانع.
بها عدة مدارس مثل مدرسة بورسعيد الابتدائية وبها بعض المدارس الخاصة. ويميز الشوارع في حدائق حلوان أن شوارعها منتظمة ومستقيمة ومتسعة ومن أشهرها شارع تتونجي وشارع لطفي وشارع الدكتور الوكيل وشارع حموي وشارع حمودة وشارع محمود الشامى وشارع حسين حسني.

## أزمة التلوث
تعد منطقة حدائق حلوان من المناطق التي أصيبت بالتلوث من المصانع المجاورة رغم تركيب العديد من الفلاتر في مصانع الأسمنت ورغم ذلك لا زالت تعتبر من أرقى مناطق حلوان.

## مشاهير السكان بها

مشاهير سكان حدائق حلوان
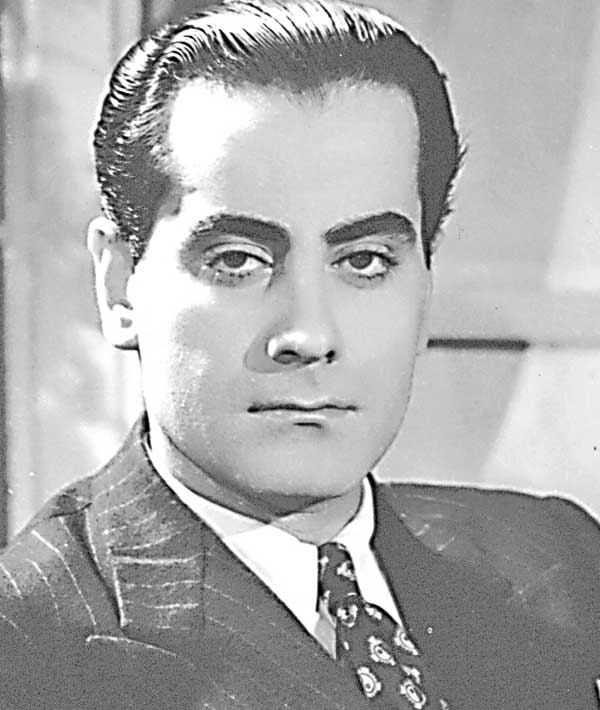
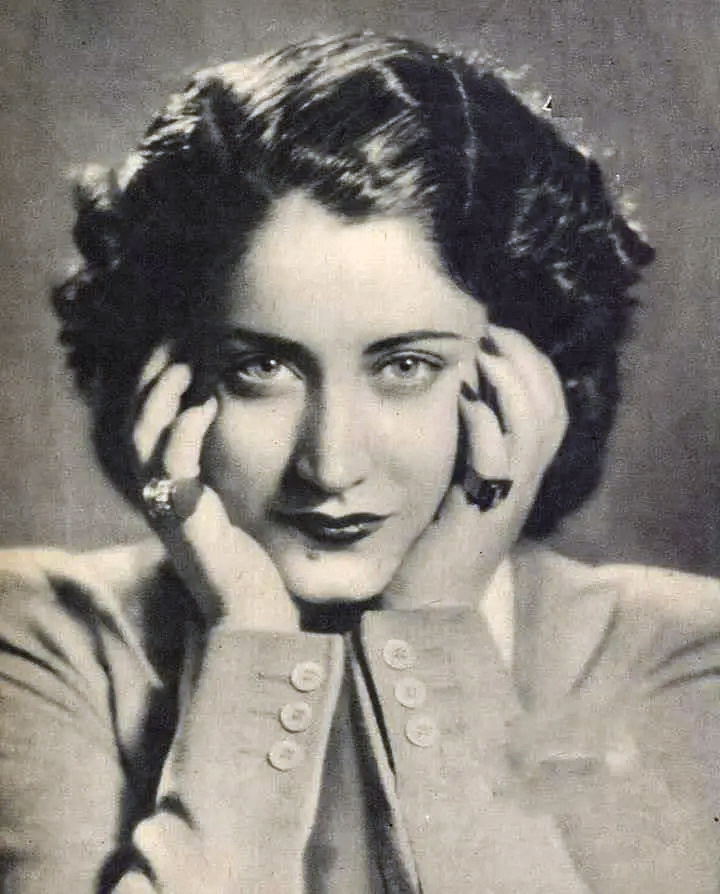
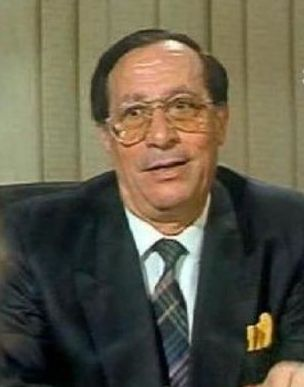

- الشيخ الذهبي
- الشيخ حفنى
- الشيخ مرزوق
- الشيخ الباقورى،
- الشيخ السايس
- فريد الاطرش
- اسمهان
- أبو بكر عزت
- عبد اللطيف التلبانى،
- عمر الحريرى
- يسرى الجندى   - مشاهير سكان حدائق حلوان